# Соваца (Новара)
Соваца је насеље у Италији у округу Новара, региону Пијемонт.
Према процени из 2011. у насељу је живело 232 становника. Насеље се налази на надморској висини од 637 м.